# Barnham (Suffolk)
Barnham – wieś w Anglii, w hrabstwie Suffolk, w dystrykcie West Suffolk. Leży 46 km na północny zachód od miasta Ipswich i 114 km na północny wschód od Londynu. W 2001 miejscowość liczyła 571 mieszkańców.